# Схрёдерс, Йорг
Йорг Схрёдерс (нидерл. Jorg Schreuders; 9 сентября 2004, Сингапур) — нидерландский футболист, полузащитник клуба «Гронинген».

## Биография
Начал заниматься футболом в команде «Бе Квик 1887», а в 2015 году присоединился к академии клуба «Гронинген». 10 февраля 2022 года подписал с клубом свой первый профессиональный контракт с опцией продления ещё на один год.
15 апреля 2023 года дебютировал в профессиональном футболе в матче Эредивизи против «Валвейка», выйдя на замену Томашу Суслову. Всего провел 5 поединков в своем дебютном сезоне за «Гронинген», который в итоге выбыл в Эрстедивизи.
21 августа 2023 года дебютировал в Эрстедивизи в матче против команды «Йонг Утрехт», выйдя в стартовом составе. 27 ноября забил свой первый мяч за «Гронинген» в поединке Эрстедивизи против клуба «Йонг АЗ». 21 марта 2024 года продлил контракт с клубом до середины 2025 года. В сезоне 2023/24 провёл за «Гронинген» 34 поединка, в которых отличился 5 мячами, помог команде занять 2-е место и повыситься в классе. Также по итогам сезона был признан игроком года в «Гронингене».
7 августа 2024 года подписал новый контракт с «Гронингеном» до 2027 года. 9 августа 2024 года в матче против клуба НАК Бреда забил свой первый гол в Эредивизи. По итогам августа 2024 года признан талантом месяца в Эредивизи.